# Gymnocephalus schraetser
Gymnocephalus schraetser (gestreepte pos) is een straalvinnige vissensoort uit de familie van de echte baarzen (Percidae). De wetenschappelijke naam werd gepubliceerd in 1758 door Carl Linnaeus in de tiende editie van Systema naturae.

Gestreepte pos in de Iconographia Zoologica

Gestreepte pos in Iconographia Zoologica door Bloch (1774-1804)